# Emilia Plater
Komtesse Emilia Plater (13. november 1806 – 1831) var en revolutionær fra Storfyrstendømmet Litauen. Hun kæmpede i Novemberopstanden og regnes for et nationalhelt i Hviderusland, Litauen og Polen, som tidligere var dele af Den polsk-litauiske realunion. 
Emilia Plater blev født i Vilna (Vilnius) i en aristokratisk familie af Franciszek Ksawery Plater og Anna født Mohl. Hendes forældre blev skilt, da hun var ni år gammel og hun blev opfostret af sine fjerne slægtninge Plater-Żyberk-familien på deres familiegods Līksna i Letland. Hun beundrede af Jeanne d'Arc og Bobolina, en kvinde der blev et ikon for den græske opstand mod osmannerne. Disse interesser blev fulgt af en interesse for ridning og skydning, hvilket var ret usædvanligt for en kvinde af aristokratisk familie i det tidlige 19. århundrede.
I begyndelsen af Novemberopstanden mod Rusland var området, der tidligere havde været Storfyrstendømmet Litauen, ikke påvirket af kampe, og der fandtes ikke anti-zaristiske enheder. Emilia Plater besluttede at danne en af de første litauiske partisanenheder. Hun klippede sit hår og udrustede en gruppe frivillige. Enheden bestod af ca. 280 infanteri, 60 kavaleri og flere hundrede bønder med krigsleer. Fra området Daugavpils (Dyneburg) krydsede hun grænsen til Žemaitija, hvor hun i april 1831 erobrede byen Zarasai. Hendes enhed vendte tilbage til Daugavpils, men en rekogniseringstur viste at byen var for kraftigt forsvaret.
Nu vendte hun tilbage til Žemaitija og vendte sig mod Poniewież (Panevėžys), hvor hendes styrker slog sig sammen med enheden kommanderet af Karol Załuski. Kort efter ankom general Dezydery Chłapowski til området med store styrker og tog kontrol over alle enheder, der kæmpede i det tidliger storfyrstendømme. Ifølge en populær myte rådede han Emilia Plater til at træde tilbage og vende hjem. Hun svarede, at hun ikke havde nogen intention om at tage sin uniform af før fædrelandet var befriet. 
Hendes valg blev accepteret og hun blev gjort til leder af 1. kompagni af det polske 1. litauiske infantri regiment. Hun kæmpede med udmærkelse og blev forfremmet til kaptajn, som var den højeste rang, der var blevet givet en kvinde på det tidspunkt. Efter de polske enhder var besejret af russerne, besluttede general Chłapowski at krydse grænsen til Preussen og hvile der. Emilia Plater nægtede at følge ordre og besluttede at prøve at bryde igennem til Litauen for at fortsætte kampen i stedet. Hun blev alvorligt syg og døde den 23. december 1831. Hun blev begravet i den lille landsby Kopciowo (Kapčiamiestis) ved Suwałki. 